# 5385 Кам'янка
5385 Ка́м'янка (5385 Kamenka) — астероїд головного поясу, відкритий 3 жовтня 1975 року.
Тіссеранів параметр щодо Юпітера — 3,144.
Названий на честь міста Кам'янка Черкаської області.